# NGC 7142
NGC 7142 (również OCL 241) – gromada otwarta znajdująca się w gwiazdozbiorze Cefeusza. Odkrył ją William Herschel 18 października 1794 roku. Jest położona w odległości ok. 7,6 tys. lat świetlnych od Słońca.